# Efate fimbriatus
Efate fimbriatus là một loài nhện trong họ Salticidae.
Loài này thuộc chi Efate. Efate fimbriatus được Berry, Joseph A miêu tả năm 1996. Beatty & Jerzy Prószyński.